# Lemense FC
Lemense FC is een Braziliaanse voetbalclub uit de stad Leme, in de deelstaat São Paulo.

## Geschiedenis
De club werd opgericht in 2005 als SC Atibaia in Atibaia en begon in de Segunda Divisão, de vierde klasse van het Campeonato Paulista. Na een aantal jaar in de middenmoot liepen ze in 2013 op één puntje na de promotie naar de Série A3 mis. Het volgende seizoen werd de club vicekampioen achter Nacional de São Paulo.
In de Série A3 werd de club na eerste fase tweede achter Juventus. In de tweede fase werd de club vierde, wat recht gaf op promotie, maar doordat het stadion van de club niet aan de vereisten voldeed voor de Série A2 mocht de club niet promoveren en promoveerde Barretos in de plaats. Na een achtste plaats in 2016 werd de club in 2017 slechts twaalfde. In 2018 werd de club kampioen nadat ze de finale wonnen van Portuguesa Santista. Hierdoor promoveerde de club voor het eerst naar de Série A2. In het eerste seizoen werd de club negende en miste zo nipt de eindronde om de promotie.
Na een middelmatig seizoen in 2020 eindigde de club in 2021 vierde in de eerste fase en plaatste zich voor de eindronde, waar ze verloren van latere kampioen São Bernardo. Op 29 november 2021 maakte de club bekend dat ze de stad Atibaia zouden verlaten en zouden verhuizen naar Leme, waar ze onder de naam Lemense verder spelen, een club die de activiteiten al enkele jaren gestaakt had. Eén van de redenen was dat het stadion van de club niet groot genoeg was en er maar weinig supporters waren. 
De fusie met Lemense ging echter niet door waardoor de club de naam wijzigde in Lemense FC en zo geen aanspraak maakte op de traditieclub. In 2023 degradeerde de club naar de Série A3 en twee seizoenen later verder naar de Série A4.